# Kriegerdenkmal Salisbury

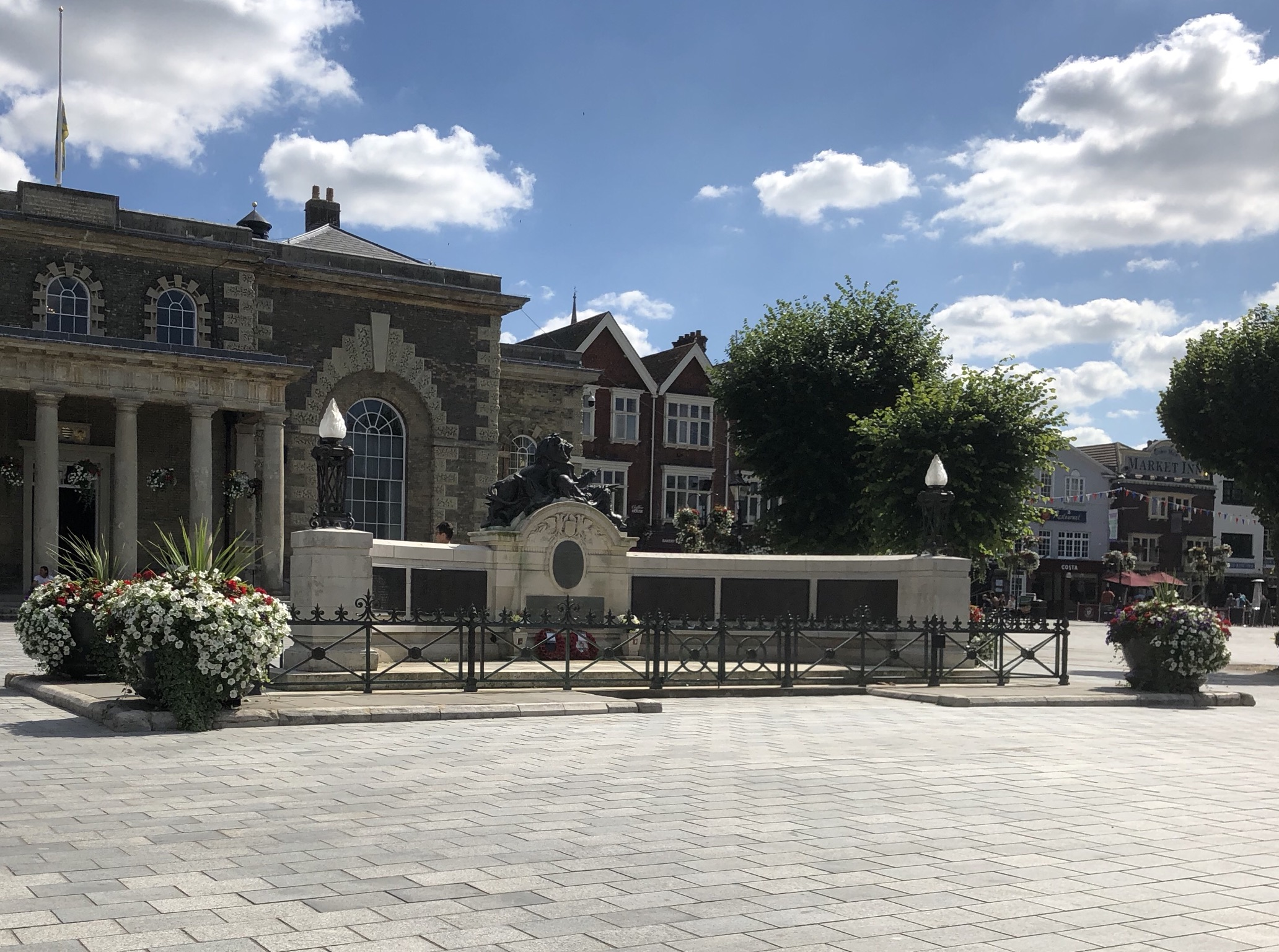
Kriegerdenkmal Salisbury, 2019

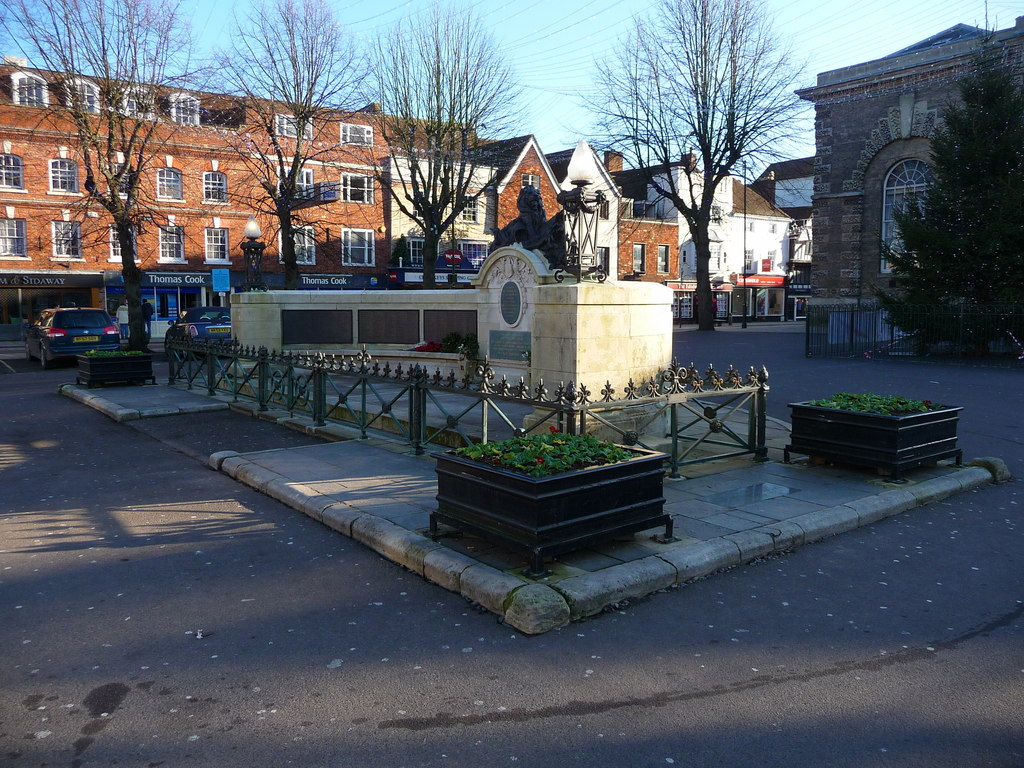
Blick von Nordwesten, 2010

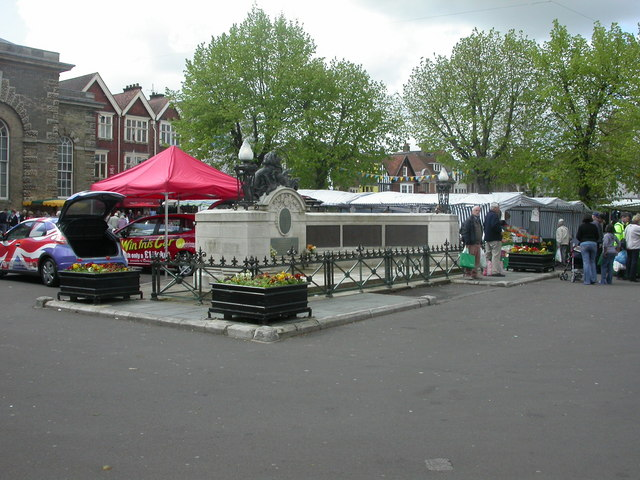
Denkmal neben dem Marktgeschehen, 2009

Das Kriegerdenkmal Salisbury ist ein denkmalgeschütztes Kriegerdenkmal in Salisbury in England. Es erinnert an die Gefallenen aus Salisbury im Ersten und Zweiten Weltkrieg.

## Lage
Es befindet sich im Ortszentrum von Salisbury nördlich vor der Guildhall auf der Osthälfte des Marktplatzes der Stadt.

## Gestaltung und Geschichte
Das Denkmal wurde im Jahr 1922 von H H Martyn and Company aus Cheltenham errichtet. Die Enthüllung erfolgte am 12. Februar 1922 in einer von Pfarrer Addison geleiteten Zeremonie durch Leutnant Tom Adlam.
Die Kosten beliefen sich auf 2500 Pfund. Als Baumaterial diente Portlandstein. Es entstand eine bogenförmig geschwungene Mauer, auf deren hervorgehobener Mitte eine große Bronzeskulptur thront. Die Skulptur stellt einen Löwen und militärische Gegenstände wie Helm, Schwert, Gewehr, Kanone und Siegeskränze dar. Unterhalb der Skulptur befinden sich an der nach Norden weisenden Vorderseite zwei Inschriftentafeln, über denen sich als geschnitztes Relief das Stadtwappen von Salisbury befindet, welches von einem gewölbten, mit Marmor versehenen Giebel bekrönt wird.
Auf der oberen Tafel befindet sich die englischsprachige Inschrift:
IN HONOUR

AND REMEMBRANCE

OF THE CITIZENS OF

SALISBURY

WHO SERVED

WHO FOUGHT WHO DIED

FOR FREEDOM HOME

AND HUMANITY

1914-1919.

(deutsch Zu Ehren / und in Erinnerung / an die Bürger von / Salisbury / die dienten / die kämpften die starben / für Freiheit Heimat / und Menschlichkeit / 1914–1919.)
Nach dem Zweiten Weltkrieg wurde die untere Tafel hinzugefügt. Ihre Inschrift lautet:
FOR YOUR TOMORROW

WE GAVE OUR TODAY

WE HONOUR ALL THOSE WHO GAVE THEIR LIVES

IN THE SERVICE OF THE COUNTRY IN THE

SECOND WORLD WAR AND ALL CONFLICTS SINCE

WE WILL REMEMBER THEM

(deutsch Für euer Morgen / gaben wir unser Heute / wir ehren all die ihr Leben gaben / im Dienst des Landes im / Zweiten Weltkrieg und allen anderen Konflikten seitdem / wir werden uns an sie erinnern)
In die Nordseite der geschwungenen Mauer sind darüber hinaus sechs Bronzetafeln mit den Namen von 460 im Ersten Weltkrieg Gefallenen aus Salisbury eingelassen.
Auf den äußeren Enden der Mauer befindet sich jeweils eine aufwendig gestaltete Laterne. Nach Norden und auf den beiden Seiten wird das Denkmal von einem Bronzegeländer eingerahmt, in das zentral ein Tor eingefügt ist. Seitlich des Denkmals befindet sich Blumenschmuck.
Das Kriegerdenkmal ist seit dem 8. Juni 2011 als Denkmal gelistet und wird als Bauwerk von nationaler Bedeutung und speziellem Interesse in der Kategorie Grad II der englischen Denkmalliste geführt.